# Psicologia inversa
Questo è un ottimo esempio di psicologia inversa. Molte persone (probabilmente anche tu) apriranno la pagina, nonostante il divieto posto.
In questo caso, non è stato spiegato perché non si dovrebbe aprire la pagina (in realtà presa a caso). Questo mistero rende ancora più eccitante e irrefrenabile il desiderio di aprirla (e cioè, quindi, di trasgredire il divieto).
La psicologia inversa è una strategia attraverso la quale si induce una persona a fare o dire qualcosa che in realtà non desidera fare, attraverso un processo psicologico-manipolativo.
In breve, la tecnica consiste nell'assunzione di un comportamento opposto a quello desiderato, con l'aspettativa che questo approccio induca il soggetto della persuasione a fare ciò che realmente è desiderato.

## Bambini
La psicologia inversa viene spesso utilizzata con i bambini a causa della loro elevata tendenza a rispondere con la reattanza (ossia il desiderio di ripristinare una libertà d'azione minacciata). Molti genitori sono dell'idea che spesso la migliore strategia da adottare con i propri figli sia la psicologia inversa: è utile ordinare ai propri figli di rimanere a casa, quando in realtà li si vuole fuori a giocare con i loro amici.
Sono state tuttavia sollevate obiezioni, in quanto questa tecnica è meramente strumentale e consiste nel trarre vantaggio sfruttando le debolezze altrui. Secondo alcuni dottori, non fa altro che «implicare una manipolazione intelligente del bambino dal comportamento anomalo».

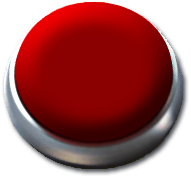
Un pulsante rosso recante la scritta Non premere! è un esempio di psicologia inversa.

Per quanto concerne l'"intelligenza emotiva" e il "successo della figura genitoriale", un altro dottore ha dato un ulteriore consiglio:

## Manipolazione
La psicologia inversa può anche minare l'autostima del soggetto, poiché se usata lo può far sentire incompetente. Quando questa tecnica viene utilizzata, sebbene si possano ottenere buoni risultati, bisogna tenere presente che viene inferto un duro colpo al potenziale dell'individuo.

## Nella cultura di massa
In prodotti della cultura di massa vi sono alcuni esempi di psicologia inversa. Per esempio, spesso si vede un grande e brillante pulsante rosso con la scritta «Non premere!». Altrettanto frequente è la frase «Salta a tuo rischio e pericolo», presente in molti videogiochi.
Altri esempi di psicologia inversa in libri, videogiochi, film e cartoni:
- Nel romanzo Percy Jackson e gli dei dell'Olimpo: il ladro di fulmini Percy tende a Procuste (Crusty) una trappola, dicendogli di sedersi su uno dei suoi materassini per vedere se questo avesse retto il suo peso. Naturalmente non succede così e Percy lo allaccia al materassino per poi ucciderlo.
- Nel romanzo Eroi dell'Olimpo: il marchio di Atena Annabeth inganna Aracne utilizzando la psicologia inversa.
- Nel film Chi ha incastrato Roger Rabbit, Roger (vittima della psicologia inversa) viene persuaso a bere dello scotch whisky.
- Nel racconto di Edgar Allan Poe Il barile di Amontillado Montresor, per vendicarsi di un insulto non specificato, invita il suo nemico Fortunato  a testare le proprie capacità. Montresor, infatti, afferma di aver ricevuto una bottiglia di Amontillado; non essendo tuttavia sicuro dell'autenticità della bevanda, chiede a Fortunato di esprimere un parere in materia. Questo si rivelerà poi tutto uno stratagemma ai danni di Fortunato che verrà incatenato alle pareti di una nicchia.
- Nel film Il re leone Scar implora Simba di non visitare il cimitero degli elefanti e gli dice che solo i leoni più coraggiosi vanno lì, sapendo perfettamente che la curiosità di Simba avrà la meglio su di lui.
- Nella storia Disney Zio Paperone e l'antipubblicità (Topolino 1393 dell'8 agosto 1982) Paperone, per vendere i suoi prodotti, utilizza una campagna pubblicitaria che fa leva sulla psicologia inversa, invitando cioè i consumatori a non comprarli.[3]